# 戦史叢書
『戦史叢書』（せんしそうしょ、英題Senshi sôsho）は、防衛研修所戦史室 （現在の防衛省防衛研究所戦史部の前身）によって1966年（昭和41年）から1980年（昭和55年）にかけて編纂され、朝雲新聞社より刊行された公刊戦史。現在は改訂を行ったバージョンがオンラインで閲覧できる。

## 概要
陸軍68巻、海軍33巻、共通年表1巻、全102巻と後に出版された史料集2巻から構成され、別に図・表類が付属する。A5判、各巻500 - 600頁、定価2200 - 4200円。一時期、『大東亜戦争叢書』『太平洋戦史叢書』とも呼ばれたが、その後単に『戦史叢書』と表記され、一般では『公刊戦史』と呼ばれる。冊付録の表記は『大東亜（太平洋）戦争戦史叢書』。刊行の目的としては「自衛隊教育又は研究の資とすることを主目的とし、兼ねて一般の利用にも配慮した」とされている。
記述の元となったのは、戦中に占領軍の接収から秘匿されて残された大本営内部の文書（大本営陸軍部戦争指導班『機密戦争日誌』など）と、引き揚げてきた部隊の関係者が執筆を求められて執筆した準公式の報告書、及び、自発的に執筆された私的な回想録、米国より返還された戦闘詳報などの日本軍作成文書が主であり、「対抗戦史」として外国の文献も参照して執筆されている。
戦後20年程度しか経過していない時点で刊行が開始されたため、その後に誤りも指摘されているが（特に対ソ関係やノモンハン事件に関する箇所）満州事変・日中戦争から太平洋戦争について研究する者にとっては最重要の基礎史料の一つとされる。ただ、現代から見ると、師団以下のレベルの細かな要所要所の作戦経過が記述の中心を占め、戦争指導の根本的なあり方や、それをめぐる議論とその経過分析については不足の観を免れない。このことは刊行当時から戦史部員経験者達からも指摘されている。
また、本書は旧軍で編纂された戦史に相当するが、編纂機関が防衛庁傘下の機関であるため、外装箱の帯に「大東亜（太平洋）戦争公刊・戦史叢書」と書かれているだけで、各巻名には「戦争」の文字は入らないことがこの史書の性格として指摘されている。65巻になって初めて表題に戦争の名が冠され、戦史室長による序文でも言及がなされる。
国立国会図書館を始めとして防衛研究所史料閲覧室や一部の専門図書館、大学図書館、都道府県や政令指定都市レベルの中核となる図書館等の自治体図書館、および靖国神社靖国偕行文庫室等に全102巻が保管され閲覧可能である。現在は販売は終了しているが、一般に流れたものが古書店で売られている。
2018年12月には全巻が防衛研究所のウェブサイトで他の歴史史料とともに閲覧・検索可能となった（末尾の「外部リンク」参照）。

## 作成の経緯

### 『戦史叢書』以前の戦史作成構想、編纂作業
日本での国家的な太平洋戦争の戦史編纂の動きは終戦直後にまで遡る。当時機密文書の焼却が実施された直後、海軍大臣米内光政が富岡定俊に命じて史料の調査収集を命じた動きなどがその最初期のものであった。その後、幣原喜重郎が総理大臣に就任した際、戦争調査会が設けられ、総力戦の戦史を作成しようとしたが、GHQに日本独自の戦史作成を否定されたと言われている。
1955年、防衛庁内に「戦史に関する調査研究及び戦史の編さん」を目的として戦史室が創設された。これは陸海空の戦史編纂官、企画班から成り、旧軍人の編纂官と幹部自衛官を主力として、助手を加えて50数名に達する陣容であった。しかし、当初は戦史叢書公刊の話は無く、各編纂官は「戦史基礎案（第一案）」と称する文書の作成を実施していた。執筆の完了した基礎案は戦史室室長が臨席する合同研究会において、審議を受けた。研究会の開催数は10年間で3000回以上にも及んだと言う。また、基礎案の総頁数は24万頁に及んだと言う。

### 『戦史叢書』の編纂へ
その間、米軍に押収された史料の返還や、旧軍人からの寄贈も相次ぎ、史料庫も完成して戦史室の体制は充実していった。編纂の提案が出されたのはその頃であり、当初は10ヵ年で91巻の予定であった。「戦史部における戦史研究のあり方」によれば当時の有力政治家として元陸軍主計官出身の福田赳夫の後ろ盾もあったと言う。福重博の回顧では、福重自身が担当した『中部太平洋陸軍作戦』は基礎案がほぼ完成していたので、早期に刊行されたのだと言う。
執筆完了した原稿は戦史室内で詳細に審議の後、今度は防衛研修所にて副所長以下の陸海空所員による審査を実施したと言う。
この他編纂に当たっては準備期間に10年、執筆期間として10年を充てる計画で編纂官は旧軍で参謀職を経験した者を中心として100名にのぼっているとの言もある。外国で書かれた戦史を「対抗戦史」と位置づけ、その収集が長期的に行われた。
作成時点で議論されたのは、史料の紹介に徹するのか、叙述的要素も入れるのか、百科事典的な内容とするのかであった。結局、叙述、分析的要素も入れた形で作成された。
実際の刊行は1966年から1980年まで実施された。
作成作業中に旧軍の参謀達が雑談をしていた際には活字にならない謀略、失敗談などの裏話も山のように出ていたと言う。

## 作成後の状況

### 編纂後の戦史部
戦史叢書の編纂完了の目途が立った1975年5月21日の参事官会議で、その後の戦史部のあり方について議論がなされ、6つの任務が提示された。研究員たちによれば、基礎資料の作成などは実施したが、叢書編纂プロジェクトなどは実施されてこなかった。戦史研究部員を務めた事のある赤木完爾によれば、執筆後に発生した問題として、1970年代後半から1980年ごろまで、10年ほど対抗戦史の収集が不活発になり、文献収集を怠っていた時期があると指摘されている。
一方、波多野澄雄によれば、編纂官たちは意気軒昂で次の企画にも意慾的であり、対抗戦史の研究としてベトナム戦争などの執筆に移っていった旨を語っている。また、戦史室での任期の限られている自衛隊幹部達は機能別戦史の研究などについて興味を示していたと言う。戦史室の廃止を画策していたのは防衛庁の内局であり、これに対して上述のような戦史執筆の公共的意義を材料とした反論が実施され、戦史室は廃止を免れた。
刊行後事実関係の誤りや誤植が1000箇所以上指摘された。防衛研究所戦史部ではその度逐次正誤表を作成していった。

### デジタル化と改訂作業
2003年8月に防衛研究所戦史部はこれまで知られていなかった史料・資料（主にソ連の崩壊に伴う旧東側のもの）が利用可能になったため、これらに基づいて戦史叢書の全面的な増補改訂を行なう計画があることを発表している。原剛によれば、2009年時点で把握している誤記は7000箇所に上っており、ファイル形式はPDFを想定している。
戦史部第2戦史研究室において2009年度より、「『戦史叢書』をデジタル化して検索機能を付与する等、利用者に対する利便性の向上を図るとともに、記述に誤りがある部分の見過ごしをなくす」目的で事業化された。
『戦史研究年報 第13号』で発表された計画は次のようになっている。
- 7カ年計画で戦史叢書をデジタル化する
- 初年度は戦史叢書15巻を電子データ化する
- 検索ソフトの作成
- 正誤表等の表示

また、試行措置として、閲覧室でデジタル化したデータをパソコンで閲覧するサービスを開始した。
インターネット上では2018年6月から順次公開され、12月から全巻閲覧できるようになった。検索も可能（末尾「外部リンク」参照）。

### 外国語訳
戦史叢書には英語版が作成されなかったため、日本語を解する読者以外はその利用が難しい。刊行後30年も経過した時点で、軍事研究者の一人である戸部良一も外国語訳、とりわけ英訳について早急に実施するように求めている。ただし部分訳の例はいくつかある。
- 戸部は北京大学にて『北支の治安戦』が中国語訳（題名は『華北の治安戦』，中国語: 华北治安战）されて所蔵されていた事実を知ったと言う[18]。
- 村山富市内閣時代に開始された豪日研究プロジェクトにて、南太平洋陸軍作戦(1)(2)の2巻から、主要な記述が抽出されて英訳されたことがある。英題は『Japanese army operations in the South Pacific Area New Britain and Papua campaigns, 1942–43』で、訳者はSteven Bullardである。同プロジェクトのサイトよりダウンロードが可能で、日本版と比較すれば軍事用語の対訳状況も把握できる[19]。
- 現在オランダのコルツ財団により蘭印関係の数巻の英訳が進められており、2020年現在で第3巻と第26巻が完了、第34巻が作業中である[20]。

## 問題点
叢書の問題点としては『歴史学研究』1977年12月号での藤原彰による書評や、「戦史部における戦史研究のあり方」などで下記が指摘されている。
ただし、外国語訳やデジタル化については別項で詳述する。

### 内容にかかわるもの
「戦史部における戦史研究のあり方」では下記が指摘された。
1. 学術的研究ではなく、概説史に近い。
2. 旧軍関係者による執筆であり、身内による作成と言う性格を免れない。
3. 執筆者の位階は参謀職にあった者が多く、「参謀史観」「参謀の視点でしか戦争を見ていない」という批判がある。
4. 旧陸海軍の対立を戦史部まで引きずり、2軍を統一した戦史として刊行できなかった[22]。特に「開戦経緯」にはその影響が大きい。
5. 対抗戦史の研究が作戦に偏重しており、戦略レベルの分析が不足している。
6. 名目上は上述のように、自衛隊の教育に資する旨が謳われているが、実際には上記の欠陥により機能不全となっている点がある。

ただし、原剛は戦後の研究蓄積が無いところで克服するだけの能力は無く、戦史叢書のようなものを作成する以外、当時の情勢では不可能だった旨の反論も行っている。また、戦前も含めて日本では軍以外の部門で戦史研究の蓄積がある組織はさほど無く、執筆元である防衛研究所が唯一のナショナルセンターにならざるを得ないという事情も指摘されている。
藤原彰は刊行が続いていた当時から上述の作戦本位の点などを指摘していたが、更に下記の点を指摘している。
1. 作戦本位となった結果として後方・補給の記述が少ない[23]
2. 作戦を担った司令部内の記述に偏重している上、司令部内でも参謀部に脚光を当てている[24]。
3. 戦争が国民生活に与えた影響や意味について記述されていない[25]。
4. 形式的には旧軍と関係の無い機関が編纂したにもかかわらず、旧軍戦史に見られた「勝利をたたえ戦功をほこっている」書き方を踏襲している[26]。
5. 住民を巻き込んだ戦闘について言及が殆ど無い[27]

### 編纂技術にかかわるもの
他に、編纂技術上の問題点として藤原は下記を挙げている。
1. 構成上の問題として、作戦単位の記述でかつ、陸海軍別立てで記述した結果、同じ中央の作戦計画や陸海軍協定に関する記述が繰り返し表れる。
2. 脚注が巻末に一括して史料名を列記する方式となっており、資料の性格、引用箇所を明記していない（91巻は例外と明記）[29]。
3. 出典も「○○のメモ」、「○○の回想」或いは単なる書名、といった表現で列挙されているため、本書を手がかりに文献調査をする際不便である
4. 引用史料に対して史料批判をしていない
5. 引用が要約形式となっており、本来の形式が不明なものがある

## 巻目
| 巻番号 | 書名                                                    | 執筆者名                                           | 発行年月               |
| ------ | ------------------------------------------------------- | -------------------------------------------------- | ---------------------- |
| 1      | マレー進攻作戦                                          | 不破博                                             | 1966年（昭和41年）10月 |
| 2      | 比島攻略作戦                                            | 島貫武治、高山実                                   | 1966年（昭和41年）10月 |
| 3      | 蘭印攻略作戦                                            | 松木秀満                                           | 1967年（昭和42年）1月  |
| 4      | 一号作戦(1)河南の会戦                                   | 長尾正夫                                           | 1967年（昭和42年）3月  |
| 5      | ビルマ攻略作戦                                          | 不破博                                             | 1967年（昭和42年）5月  |
| 6      | 中部太平洋陸軍作戦(1)マリアナ玉砕まで                   | 福重博                                             | 1967年（昭和42年）7月  |
| 7      | 東部ニューギニア方面陸軍航空作戦                        | 松田正雄                                           | 1967年（昭和42年）8月  |
| 8      | 大本営陸軍部(1)昭和十五年五月まで                       | 島貫武治                                           | 1967年（昭和42年）9月  |
| 9      | 陸軍軍需動員(1)計画編                                   | 高崎正男                                           | 1967年（昭和42年）10月 |
| 10     | ハワイ作戦                                              | 角田求士                                           | 1967年（昭和42年）12月 |
| 11     | 沖縄方面陸軍作戦                                        | 伊藤常男                                           | 1968年（昭和43年）1月  |
| 12     | マリアナ沖海戦                                          | 坂本金美                                           | 1968年（昭和43年）2月  |
| 13     | 中部太平洋陸軍作戦(2)ペリリュー・アンガウル・硫黄島     | 福重博、林之一                                     | 1968年（昭和43年）2月  |
| 14     | 南太平洋陸軍作戦(1)ポートモレスビー・ガ島初期作戦       | 近藤新治                                           | 1968年（昭和43年）3月  |
| 15     | インパール作戦 ビルマの防衛                             | 不破博                                             | 1968年（昭和43年）4月  |
| 16     | 一号作戦(2)湖南の会戦                                   | 長尾正夫                                           | 1968年（昭和43年）5月  |
| 17     | 沖縄方面海軍作戦                                        | 川原利寿                                           | 1968年（昭和43年）7月  |
| 18     | 北支の治安戦(1)                                         | 森松俊夫                                           | 1968年（昭和43年）8月  |
| 19     | 本土防空作戦                                            | 宮辻秀雄、栗田正忠                                 | 1968年（昭和43年）10月 |
| 20     | 大本営陸軍部(2)昭和十六年十二月まで                     | 島貫武治                                           | 1968年（昭和43年）11月 |
| 21     | 北東方面陸軍作戦(1)アッツの玉砕                         | 幸村健一郎                                         | 1968年（昭和43年）12月 |
| 22     | 西部ニューギニア方面陸軍航空作戦                        | 松田正雄                                           | 1969年（昭和44年）1月  |
| 23     | 豪北方面陸軍作戦                                        | 松木秀満                                           | 1969年（昭和44年）2月  |
| 24     | 比島・マレー方面海軍進攻作戦                            | 名越有幸、角田求士                                 | 1969年（昭和44年）3月  |
| 25     | イラワジ会戦 ビルマ防衛の破綻                           | 不破博                                             | 1969年（昭和44年）4月  |
| 26     | 蘭印・ベンガル湾方面海軍進攻作戦                        | 佐々木正雄                                         | 1969年（昭和44年）5月  |
| 27     | 関東軍(1)対ソ戦備・ノモンハン事件                       | 西原征夫                                           | 1969年（昭和44年）7月  |
| 28     | 南太平洋陸軍作戦(2)ガダルカナル・ブナ作戦               | 近藤新治                                           | 1969年（昭和44年）7月  |
| 29     | 北東方面海軍作戦                                        | 坂本金美                                           | 1969年（昭和44年）8月  |
| 30     | 一号作戦(3)広西の会戦                                   | 長尾正夫                                           | 1969年（昭和44年）10月 |
| 31     | 海軍軍戦備(1)昭和十六年十一月まで                       | 末国正雄、高野庄平                                 | 1969年（昭和44年）11月 |
| 32     | シッタン・明号作戦 ビルマ戦線の崩壊と泰・仏印の防衛     | 不破博、栗田正忠                                   | 1969年（昭和44年）12月 |
| 33     | 陸軍軍需動員(2)実施編                                   | 高崎正男                                           | 1970年（昭和45年）1月  |
| 34     | 南方進攻陸軍航空作戦                                    | 岡本武義、堀川龍己                                 | 1970年（昭和45年）3月  |
| 35     | 大本営陸軍部(3)昭和十七年四月まで                       | 島貫武治                                           | 1970年（昭和45年）6月  |
| 36     | 沖縄・台湾・硫黄島方面陸軍航空作戦                      | 三浦正治                                           | 1970年（昭和45年）7月  |
| 37     | 海軍捷号作戦(1)台湾沖航空戦まで                         | 吉松正博                                           | 1970年（昭和45年）8月  |
| 38     | 中部太平洋方面海軍作戦(1)昭和十七年五月まで             | 佐藤百太郎                                         | 1970年（昭和45年）10月 |
| 39     | 大本営海軍部・聯合艦隊(4)第三段作戦前期                 | 吉松吉彦                                           | 1970年（昭和45年）11月 |
| 40     | 南太平洋陸軍作戦(3)ムンダ・サラモア                     | 近藤新治                                           | 1970年（昭和45年）12月 |
| 41     | 捷号陸軍作戦(1)レイテ決戦                               | 松木秀満                                           | 1970年（昭和45年）12月 |
| 42     | 昭和二十年の支那派遣軍(1)三月まで                       | 長尾正夫                                           | 1971年（昭和46年）2月  |
| 43     | ミッドウェー海戦                                        | 角田求士                                           | 1971年（昭和46年）3月  |
| 44     | 北東方面陸軍作戦(2)千島・樺太・北海道の防衛             | 川田久四郎                                         | 1971年（昭和46年）3月  |
| 45     | 大本営海軍部・聯合艦隊(6)第三段作戦後期                 | 野村実                                             | 1971年（昭和46年）4月  |
| 46     | 海上護衛戦                                              | 岸野博光                                           | 1971年（昭和46年）5月  |
| 47     | 香港・長沙作戦                                          | 赤阪幸春                                           | 1971年（昭和46年）7月  |
| 48     | 比島捷号陸軍航空作戦                                    | 春成兼正                                           | 1971年（昭和46年）8月  |
| 49     | 南東方面海軍作戦(1)ガ島奪回作戦開始まで                 | 竹下高見                                           | 1971年（昭和46年）9月  |
| 50     | 北支の治安戦(2)                                         | 森松俊夫                                           | 1971年（昭和46年）10月 |
| 51     | 本土決戦準備(1)関東の防衛                               | 伊藤常男                                           | 1971年（昭和46年）11月 |
| 52     | 陸軍航空の軍備と運用(1)昭和十三年初期まで               | 松田正雄                                           | 1971年（昭和46年）12月 |
| 53     | 満洲方面陸軍航空作戦                                    | 生田惇                                             | 1972年（昭和47年）2月  |
| 54     | 南西方面海軍作戦 第二段作戦以降                         | 佐々木正雄                                         | 1972年（昭和47年）3月  |
| 55     | 昭和十七・八年の支那派遣軍                              | 高山実                                             | 1972年（昭和47年）5月  |
| 56     | 海軍捷号作戦(2)フィリピン沖海戦                         | 吉松正博                                           | 1972年（昭和47年）6月  |
| 57     | 本土決戦準備(2)九州の防衛                               | 多比良長好                                         | 1972年（昭和47年）7月  |
| 58     | 南太平洋陸軍作戦(4)フィンシュハーヘン・ツルブ・タロキナ | 近藤新治                                           | 1972年（昭和47年）8月  |
| 59     | 大本営陸軍部(4)昭和十七年八月まで                       | 島貫武治                                           | 1972年（昭和47年）10月 |
| 60     | 捷号陸軍作戦(2)ルソン決戦                               | 松木秀満                                           | 1972年（昭和47年）11月 |
| 61     | ビルマ・蘭印方面第三航空軍の作戦                        | 岡本豊                                             | 1972年（昭和47年）12月 |
| 62     | 中部太平洋方面海軍作戦(2)昭和十七年六月以降             | 佐藤百太郎                                         | 1973年（昭和48年）2月  |
| 63     | 大本営陸軍部(5)昭和十七年十二月まで                     | 島貫武治、福重博                                   | 1973年（昭和48年）3月  |
| 64     | 昭和二十年の支那派遣軍(2)終戦まで                       | 長尾正夫                                           | 1973年（昭和48年）3月  |
| 65     | 大本営陸軍部 大東亜戦争開戦経緯(1)                      | 原四郎                                             | 1973年（昭和48年）5月  |
| 66     | 大本営陸軍部(6)昭和十八年六月まで                       | 今岡豊                                             | 1973年（昭和48年）6月  |
| 67     | 大本営陸軍部(7)昭和十八年十二月まで                     | 不破博                                             | 1973年（昭和48年）8月  |
| 68     | 大本営陸軍部 大東亜戦争開戦経緯(2)                      | 原四郎                                             | 1973年（昭和48年）9月  |
| 69     | 大本営陸軍部 大東亜戦争開戦経緯(3)                      | 原四郎                                             | 1973年（昭和48年）10月 |
| 70     | 大本営陸軍部 大東亜戦争開戦経緯(4)                      | 原四郎                                             | 1974年（昭和49年）5月  |
| 71     | 大本営海軍部・聯合艦隊(5)第三段作戦中期                 | 杉本広安                                           | 1974年（昭和49年）3月  |
| 72     | 中国方面海軍作戦(1)昭和十三年四月まで                   | 市来俊男                                           | 1974年（昭和49年）3月  |
| 73     | 関東軍(2)関特演・終戦時の対ソ戦                         | 西原征夫                                           | 1974年（昭和49年）6月  |
| 74     | 中国方面陸軍航空作戦                                    | 杉本清士、三浦正治                                 | 1974年（昭和49年）7月  |
| 75     | 大本営陸軍部(8)昭和十九年七月まで                       | 不破博                                             | 1974年（昭和49年）8月  |
| 76     | 大本営陸軍部 大東亜戦争開戦経緯(5)                      | 原四郎                                             | 1974年（昭和49年）8月  |
| 77     | 大本営海軍部・聯合艦隊(3)昭和十八年二月まで             | 坂本金美                                           | 1974年（昭和49年）9月  |
| 78     | 陸軍航空の軍備と運用(2)昭和十七年前期まで               | 松田正雄、生田惇                                   | 1974年（昭和49年）11月 |
| 79     | 中国方面海軍作戦(2)昭和十三年四月以降                   | 後藤新八郎                                         | 1975年（昭和50年）1月  |
| 80     | 大本営海軍部・聯合艦隊(2)昭和十七年六月まで             | 角田求士、西深志                                   | 1975年（昭和50年）2月  |
| 81     | 大本営陸軍部(9)昭和二十年一月まで                       | 高崎正男                                           | 1975年（昭和50年）2月  |
| 82     | 大本営陸軍部(10)昭和二十年八月まで                      | 幸村健一郎、福重博                                 | 1975年（昭和50年）3月  |
| 83     | 南東方面海軍作戦(2)ガ島撤収まで                         | 竹下高見                                           | 1975年（昭和50年）8月  |
| 84     | 南太平洋陸軍作戦(5)アイタペ・ブリアカ・ラバウル         | 近藤新治                                           | 1975年（昭和50年）8月  |
| 85     | 本土方面海軍作戦                                        | 桑原茂樹、松谷安明、 一来俊男、小澤正利            | 1975年（昭和50年）6月  |
| 86     | 支那事変陸軍作戦(1)昭和十三年一月まで                   | 森松俊夫                                           | 1975年（昭和50年）7月  |
| 87     | 陸軍航空兵器の開発・生産・補給                          | 名和田雄、高瀬七郎                                 | 1975年（昭和50年）8月  |
| 88     | 海軍軍戦備(2)開戦以後                                   | 高野庄平、末岡正雄                                 | 1975年（昭和50年）10月 |
| 89     | 支那事変陸軍作戦(2)昭和十四年九月まで                   | 伊藤常男                                           | 1976年（昭和51年）2月  |
| 90     | 支那事変陸軍作戦(3)昭和十六年十二月まで                 | 赤阪幸春、山下義之                                 | 1975年（昭和50年）11月 |
| 91     | 大本営海軍部・聯合艦隊(1)開戦まで                       | 野村実                                             | 1975年（昭和50年）12月 |
| 92     | 南西方面陸軍作戦 マレー・蘭印の防衛                     | 多比良長好                                         | 1976年（昭和51年）1月  |
| 93     | 大本営海軍部・聯合艦隊(7)戦争最終期                     | 吉松正博                                           | 1976年（昭和51年）3月  |
| 94     | 陸軍航空の軍備と運用(3)終戦まで                         | 松田正雄、生田惇                                   | 1976年（昭和51年）5月  |
| 95     | 海軍航空概史                                            | 角田求士（編纂）                                   | 1976年（昭和51年）6月  |
| 96     | 南東方面海軍作戦(3)ガ島撤収後                           | 野村実、竹下高見、 坂本金美、末国正雄、 後藤新八郎 | 1976年（昭和51年）8月  |
| 97     | 陸軍航空作戦基盤の建設運用                              | 岸武、松田正雄、生田惇                             | 1979年（昭和54年）4月  |
| 98     | 潜水艦史                                                | 坂本金美、森茂夫                                   | 1979年（昭和54年）6月  |
| 99     | 陸軍軍戦備                                              | 高崎正男                                           | 1979年（昭和54年）7月  |
| 100    | 大本営海軍部 大東亜戦争開戦経緯(1)                      | 内田一臣、末国正雄、中村悌次                       | 1979年（昭和54年）8月  |
| 101    | 大本営海軍部 大東亜戦争開戦経緯(2)                      | 内田一臣、末国正雄、中村悌次                       | 1979年（昭和54年）9月  |
| 102    | 陸海軍年表 付・兵器・兵語の解説                         | 末国正雄、伊藤常男                                 | 1980年（昭和55年）1月  |

## 資料集
| 巻番号 | 書名             | 執筆者名 | 発行年月    |
| ------ | ---------------- | -------- | ----------- |
| 01     | 南方の軍政       | 森松俊夫 | 昭和60年5月 |
| 02     | 海軍年度作戦計画 | 吉松正博 | 昭和61年8月 |

なお、執筆者名記入に際して、『歴史学研究』1977年12月号P53-56を主に参照した。